# Campeonato Juvenil de la AFC 1977
El Campeonato Juvenil de la AFC 1977 se jugó del 15 al 28 de abril en Teherán, Irán y contó con la participación de 13 selecciones juveniles de Asia.
Irak venció en la final al anfitrión Irán para ganar el título por segunda ocasión, y la primera desde que el torneo se convirtió en la eliminatoria de Asia para el Mundial Sub-20.

## Participantes
| - Afganistán - Baréin - Bangladés - Hong Kong - India | - Irán - Irak - Japón - Jordania | - Malasia - Arabia Saudita - Singapur - Corea del Sur |

## Fase de grupos

### Grupo A
| País       | J | G | E | P | GF | GC | GD  | Pts |
| ---------- | - | - | - | - | -- | -- | --- | --- |
| Irán       | 2 | 2 | 0 | 0 | 11 | 0  | +11 | 4   |
| Afganistán | 2 | 0 | 1 | 1 | 0  | 3  | -3  | 1   |
| Singapur   | 2 | 0 | 1 | 1 | 0  | 8  | -8  | 1   |

| Equipo 1   | Resultado | Equipo 2   |
| ---------- | --------- | ---------- |
| Singapur   | 0-8       | Irán       |
| Irán       | 3-0       | Afganistán |
| Afganistán | 0-0       | Singapur   |

### Grupo B
| País      | J | G | E | P | GF | GC | GD | Pts |
| --------- | - | - | - | - | -- | -- | -- | --- |
| Irak      | 2 | 2 | 0 | 0 | 7  | 0  | +7 | 4   |
| India     | 2 | 1 | 0 | 1 | 4  | 4  | 0  | 2   |
| Bangladés | 2 | 0 | 0 | 2 | 0  | 7  | -7 | 0   |

| Equipo 1  | Resultado | Equipo 2  |
| --------- | --------- | --------- |
| Irak      | 4-0       | India     |
| Bangladés | 0-3       | Irak      |
| India     | 4-0       | Bangladés |

### Grupo C
| País      | J | G | E | P | GF | GC | GD | Pts |
| --------- | - | - | - | - | -- | -- | -- | --- |
| Japón     | 2 | 1 | 1 | 0 | 6  | 1  | +5 | 3   |
| Baréin    | 2 | 1 | 1 | 0 | 4  | 2  | +2 | 3   |
| Hong Kong | 2 | 0 | 0 | 2 | 1  | 8  | -7 | 0   |

| Equipo 1  | Resultado | Equipo 2  |
| --------- | --------- | --------- |
| Hong Kong | 0-5       | Japón     |
| Japón     | 1-1       | Baréin    |
| Baréin    | 3-1       | Hong Kong |

### Grupo D
| País           | J | G | E | P | GF | GC | GD | Pts |
| -------------- | - | - | - | - | -- | -- | -- | --- |
| Arabia Saudita | 3 | 2 | 1 | 0 | 5  | 0  | +5 | 5   |
| Corea del Sur  | 3 | 1 | 2 | 0 | 3  | 0  | +3 | 4   |
| Malasia        | 3 | 0 | 2 | 1 | 1  | 4  | -3 | 2   |
| Jordania       | 3 | 0 | 1 | 2 | 1  | 6  | -5 | 1   |

| Equipo 1       | Resultado | Equipo 2       |
| -------------- | --------- | -------------- |
| Arabia Saudita | 2-0       | Jordania       |
| Corea del Sur  | 0-0       | Malasia        |
| Malasia        | 1-1       | Jordania       |
| Corea del Sur  | 0-0       | Arabia Saudita |
| Jordania       | 0-3       | Corea del Sur  |
| Arabia Saudita | 3-0       | Malasia        |

## Fase final

### Cuartos de final
| Equipo 1       | Resultado   | Equipo 2      |
| -------------- | ----------- | ------------- |
| Irán           | 3-0         | India         |
| Irak           | 5-1         | Afganistán    |
| Japón          | 0-0 (3-1 p) | Corea del Sur |
| Arabia Saudita | 2-2 (5-6 p) | Baréin        |

### Semifinales
| Equipo 1 | Resultado | Equipo 2 |
| -------- | --------- | -------- |
| Japón    | 1-2       | Irán     |
| Irak     | 3-0       | Baréin   |

### Tercer lugar
| Equipo 1 | Resultado | Equipo 2 |
| -------- | --------- | -------- |
| Baréin   | 3-1       | Japón    |

### Final
| 28 de abril de 1977 | Irak                                         | 4 – 3 | Irán                                   | Arraymehr Stadium, Terán         |                                  |
|                     | Luaibi 29' · Abdul-Sahib 38' · Saeed 74' 80' |       | Asheri 7' · Hassanzadeh 55' · Suri 78' | Asistencia: 100,000 espectadores | Asistencia: 100,000 espectadores |

## Campeón
| Campeonato Juvenil de la AFC 1977 |
| --------------------------------- |
| Bandera de Irak                   |
| Irak 2º Título                    |

## Clasificados al Mundial Sub-20
| - Irak | - Irán |